# مسعود الشويخ
المجاهد مسعود الشويخ شيخ قبيلة العلاونة وهي بطن من بطون أولاد سالم، وهو علم من أعلام المجاهدين المنطقة الغربية وتحد كبار قادتها وقد عهد الصويعي الخيتوني رئاسة المجاهدين في كثير من الأحيان، وقد كان عضوا مؤسسا للجمهورية الطرابلسية (غرب ليبيا) حينما أسست سنة 1918 صحبة كل من المجاهدين رمضان السويحلي وسليمان الباروني وعبد النبي بالخير توفي في معركة سيدي أبوعرقوب الثانية يوم 31 يناير 1923 وأحد الأبطال والفرسان المميزين والمشاهير في الذاكرة الشعبية الليبية.

## نسبه
هو مسعود بن محمد بن إمحمد بن بلقاسم الشويخ من أعيان قبيلة العلاونة أحد أبرز فروع قبائل أولاد سالم وهم بنو سالم بن رافع بن ذباب بن ربيعة بن زعـب الأكبر بن مالك بن خفاف بن إمرئ القيس بن بهثة بن سليم.
ويقيم العلاونة بالنواحي الأربع جنوب طرابلس ومنهم بطن بديوي يقيم في مدينة ((هون))

## مولده ونشئته
ولد عام !!!! في مضارب قبيلته بمنطقة النواحي الأربعة حيث يقيم العلاونة من أولاد سالم، وتربى على قيم البادية الأصيلة، ونشأ في بيت مؤثر جدا في قبيلة العلاونة.
الولد.الشيخ المجاهد مسعود الشويخ هم1-توفيق مسعود الشويخ 2-فاتح مسعود الشويخ
أحفاد الشيخ المجاهد مسعود الشويخ هم1-الحاج مسعود2-الحاج بشير3-الحاج الهادي-الحاج محمد 5-الحاج رشيد 
6-الحاج علي

## تصديه المبكر للتغلغل الإيطالي في طرابلس
كان من أوائل المجاهدين الذين هبوا دفاعا عن الوطن، حيث كانت سوق الجمعة من مواقع الإنزال الأولى للطليان في شط الهنشير والهاني.

## اجتماع طرابلس
عندما تعرضت ولاية طرابلس الغرب للغزو الإيطالي في شهر أكتوبر من سنة 1911، كان الشيخ مسعود الشويخ من جملة قادتها وابطال مقاومتها الأوائل وقد حضر عقد اجتماع لزعماء طرابلس يوم السادس من شهر أكتوبر سنة 1911، وحضره أيضا معظم اعيان إقليم طرابلس، وفيه تمت دراسة الموقف العام وما يتطلبه من اجراءات هامة وسريعة، ومن بين ما تم اقراره في ذلك الاجتماع تحديد الأماكن التي سيعسكر فيها المجاهدون، وكيفية دعوة الناس للجهاد ومشاركة الأهالي للقوات النظامية العثمانية «التي لم تكن قد استسلمت بعد في حينها» في القتال ضد إيطاليا، وتسليم القيادة العسكرية «لنشأت بك»، وقد ابرق الأخير باعتباره مسؤول الولاية الأول إلى الأستانة بتلك القرارات، التي وافقت عليها الحكومة العثمانية، حيث تم تعيين نشأت بك والياً وقائداً عسكرياً لطرابلس.

## معركة الهاني وسيدي المصري وبومليانة
كان الشيخ مسعود الشويخ على رأس مجموعة من المجاهدين مع زملائه يبذلون مافي جهدهم لمواجهة الغزاة وطردهم من الولاية، ففي معركة الهاني يوم 26 أكتوبر ومعركة سيدي المصري يوم 27 أكتوبر 1911م ومعركة الهاني -بومليانة يوم 2 نوفمبر 1911م حضر المجاهد مسعود وكان من قادت المجاهدين الليبين الذيني هزموا القوات الإيطالية هناك..
وقد تمكن المجاهدون من دحر القوات الإيطالية واجبارها على الفرار، كما تمت مطاردتها حتى دخلت المدينة (طرابلس) -شارع بن عاشور حاليا-تاركة ورائها مئات من القتلى والجرحى.

## معركة سيدي أبو عرقوب الأولى (طرابلس) 13 مايو 1915 م
قدمت كتيبة إيطالية من العزيزية لغرض نجدة قواتهم المحاصرة في ترهونة، وفي منطقة (وادي الخروع)وقعت معركة حامية حيث تمت إبادة معظم الكتيبة الإيطالية، وتمكن المجاهدين من أسر خمسة وعشرين أسيرا من كتيبة البيرسالييري السابقة، وفي محاولة جديدة للقوات الإيطالية في سعيها لنجدة قواتهم المحاصرة في ترهونة أرسل الإيطاليون من جديد قوة قدرت بأقل من لواء انطلقت من منطقة العزيزية، وعند جبل «أبو عرقوب» البالغ ارتفاعه الف قدم دارت معركة مذهلة يوم 13 مايو 1915 م بين قوات الإيطالية والمجاهدين بقيادة المجاهد مسعود الشويخ، وفي النهاية تمكن المجاهدون من تحقيق نصر مبين على قوات الإيطاليين التي أبيد معظمها، وقد وقع في الأسر مائتا أسير إيطالي.

## معركة سيدي أبو عرقوب الثانية (طرابلس) 31 -1- 1923م
كان مجموعة من المجاهدين بقيادة المجاهد مسعود الشويخ مرابطين ليلا عند جبل سيدي أبو عرقوب وهو جبل يرتفع حوالي الف قدم وكانت هذه الليلة من ليالي الشتاء الباردة جدا اضرت المجاهدين إلى البقاء في كهوف بهذا الجبل وفي الصباح الباكر تفاجؤا بالجيش الإيطالي المتألف من ليبين خونة وأحباش إضافة إلى الطليان وهم محيطون بالمجهدين من كل جانب وبداءت المعركة وسط اصرار من المجاهدين الليبين بعدم الاستسلام دافعين بذلك أرواحهم الغالية فداء للوطن، وكان إصرار الجيش الإيطالي على أسر المجاهدين أو القضاء عليهم معرفتهم ان قائد المجاهدين هوالصويعي الخيتوني ومعه مسعود الشويخ حتى لم يبق سواه وهوا متمركز في أعلى الجبل حيث كان متخذا في أعلى الجبل مركزا لقيادة المجاهدين وبعد محاولات كثيرة لاجباره على الاستسلام باءت كلها بالفشل تحت تصميمه وإقسامه أن يموت ولا يستسلم.

## استشهاده
قام العدو الإيطالي بتدبير مكيدة له بتسلل أحدهم اليه من الخلف وقام بضربه بالسيف وسط وابل من الرصاص من الجيش الإيطالي لتغطية تسلله وذلك في معركة سيدي أبو عرقوب الُانية واستشهد المجاهد مسعود الشويخ وبين يديه أربع بنادق استخدمها ضد الطليان وكان ذلك في 31-1-1923م وانتهت المعركة باستشهاد جميع المجاهدين.